# هيندرا ساندي
هيندرا ساندي (بالإندونيسية: Hendra Sandi Gunawan)‏ (10 فبراير 1995 بآتشيه في إندونيسيا - ) هو لاعب كرة قدم إندونيسي في مركز الوسط.

## وصلات خارجية
- هيندرا ساندي على موقع قاعدة بيانات كرة القدم.إي يو (الإنجليزية)
- هيندرا ساندي على موقع Soccerway.com (الإنجليزية)